# Guia de muntanya
Un guia de muntanya és un muntanyenc professional que condueix a un individu o un grup per la muntanya, alhora que realitza tasques d'ensenyament i entrenament esportiu, proporcionant seguretat a l'aficionat que realitza l'activitat muntanyenca. Generalment està certificat per la seva pertinença a una associació.